# الغواصة الألمانية يو-516
غواصة يو-516 غواصة يو بوت ألمانية من الفئة التاسعة سي بنيت لسلاح بحرية ألمانيا النازية كريغسمارينه، في أحواض دويتشه فيرفت في هامبورغ خلال الحرب العالمية الثانية. أبحرت يو-516 في 8 يوليو 1943 لكنها عادت إلى فرنسا في 23 أغسطس بعد نقل وقودها إلى غواصات أخرى، مما مكنهم من الاستمرار عندما غرقت صهريجهم.